# Аншютц, Йозеф Андреас
Йозеф Андреас Аншютц (нем. Joseph Andreas Anschütz, иногда Anschuez; 19 марта 1772 — 26 декабря 1855) — немецкий музыкальный педагог и композитор. Отец художника Германа Аншютца и дирижёра Карла Аншютца.
Учился музыке у своего деда, придворного органиста в Кобленце, однако вслед за своим отцом, заведующим архивами архиепископа трирского, сделал своей первой профессией государственную службу. В 1788—1790 гг. изучал право в Майнцском университете. В 1792 г., на фоне начавшегося французского военного вторжения, вместе с отцом последовал за архиепископом Клеменсом Венцеславом в изгнание в Аугсбург, где занимался в том числе и композицией. Вернувшись в свой родной город в 1797 году, занялся должность земельного прокурора и одновременно взялся за организацию городской музыкальной жизни, пришедшей в упадок после Германской медиатизации, в результате которой двор в Кобленце был упразднён, а придворный оркестр распущен. Основал (1808) и до 1842 г. возглавлял городской Институт музыки, дирижировал его оркестром. Автор вокальных и фортепианных сочинений.